# Виктор Флеминг
Виктор Флеминг (енгл. Victor Fleming; Пасадена, 23. фебруар 1889 — Котонвуд, 6. јануар 1949) је био амерички филмски редитељ, који је светску славу стекао филмом Прохујало са вихором за који је освојио Оскара за најбољу режију. Његово друго дело је Чаробњак из Оза из 1939. године.
Флеминг има та иста два филма уврштена у првих 10 на листи 100 година...100 филмова Америчког филмског института за 2007. АФИ.

## Биографија
Флеминг је рођен на ранчу Банбери у близини данашње Ла Канада Флинтриџ у Калифорнији, као син Еве (рођене Хартман) и Вилијама Ричарда Лонца Флеминга.

### Каријера
Служио је у фотографској секцији војске Сједињених Држава током Првог светског рата и био је главни фотограф председника Вудроа Вилсона у Версају, Француска. Почевши од 1918. године, Флеминг је предавао и водио Школу војне кинематографије Универзитета Колумбија, обучавајући преко 700 војника да режу, монтирају, снимају, развијају, чувају и испоручују филм; филмски ствараоци који су учествовали у програму су Јосеф фон Стернберг, Ернест Б. Шодсак и Левис Милестоне. Док је радио као аутомеханичар, упознао је редитеља Алана Двана, који га је преузео као асистента камере. Убрзо је постао филмски сниматељ, радећи и са Дваном и Д. В. Грифитом, и режирао је свој први филм 1919. године.
Многи од његових немих филмова били су акциони филмови, у којима је често глумио Даглас Фербанкс или вестерни. Због свог чврстог става постао је познат као „мушки директор“; међутим, он се такође показао као ефикасан директор у раду са глумицама. Под његовом режијом, Вивијен Ли је освојила Оскара за најбољу глумицу, Хети Мекданијел за најбољу споредну глумицу, а номинована је Оливија де Хевиленд.
По мишљењу искусног сниматеља Арчија Стаута, од свих редитеља са којима је радио, са Флемингом био је највише упућен када су у питању углови камере и одговарајућа сочива. Ван Џонсон га је упамтио као мајсторског редитеља, али као „тврдог човека“ за кога треба радити.

### Метро Голдвин Мајер
Године 1932. Флеминг се придружио МГМ у и режирао неке од најпрестижнијих филмова студија. Црвена прашина (1932), Бомбшел (1933) и Рецклес (1935) предетвљајући Џин Харлоу, док је Острво са благом (1934) са Воласом Биријем (1934)  и Капетан храбри (1937) са Спенсером Трејсијем унео је дашак књижевне дистинкције у дечакове авантуристичке приче. Његова два најпознатија филма настала су 1939. године, када је Чаробњака из Оза снимљен одмах након Прохујали вихором.
Флемингова верзија др Џекила и господина Хајда (1941), са Спенсером Трејсијем, генерално је оцењена испод претходнe верзије Рубена Мамулијана из 1931, у којој је глумио Фредрик Марч. У Флеминговој филмској верзији Тортиља Флат из 1942. Џона Стајнбека глумили су Трејси, Џон Гарфилд, Хеди Ламар и Френк Морган. Остали филмови које је Флеминг снимио са Трејсијем су; Капетани храбри (за које је Трејси добио свог првог Оскара), Момак по имену Џо и Тест пилот. Режирао је укупно пет филмова са Кларком Гејблом: Црвена прашина, Бела сестра, Тест пилот, Прохујало са вихором и Авантура.

### Лични живот
Поседовао је имање Морага у Бел Еру, Лос Анђелес, Калифорнија, затим ранч коња. Чести гости његовог имања били су Кларк Гејбл, Вивијен Ли, Ингрид Бергман и Спенсер Трејси.
Умро је на путу до болнице у Котонвуду у Аризони након што је доживео срчани удар 6. јануара 1949. Његова смрт се догодила убрзо након што је завршио Јованку Орлеанку (1948) са Ингрид Бергман, један од ретких филмова које није снимио за МГМ.
Упркос помешаним критикама, Флемингова филмска верзија о животу Јованке Орлеанке добила је седам номинација за Оскара, освојивши две.

## Филмографија
- Месец (1916)
- Кад се облаци закотрљају (1919) (редитељски деби)
- Моликодл (1920)
- Мамина афера (1921)
- Женско место (1921)
- Трака која није скретала (1922)
- Ред Хот Романса (1922)
- Ана се уздиже (1922)
- Мрачне тајне (1923)
- Закон безаконика (1923)
- До последњег човека (1923)
- Зов кањона (1923)
- Празне руке (1924)
- Код мора (1924)
- Авантура (1925)
- Ђавољи товар (1925)
- Син свог оца (1925)
- Лорд Џим
- Слепа богиња (1926)
- Мантрап (1926)
- Пут свег тела (1927)
- Хула (1927)
- Груби јахачи (1927)
- Буђење (филм) (1928)
- Абијева ирска ружа (1928)
- Вукова песма (1929)
- Вирџинијанац (1929)
- Обична глина (1930)
- Одметници (1930)
- Око света за 80 минута са Дагласом Фербанксом (1931)
- Мокра парада (1932)
- Црвена прашина (1932)
- Бела сестра (1933)
- Бомбшел (1933)
- Острво са благом (1934)
- Безобзиран (1935)
- Фармер узима жену (1935)
- Капетани храбри (филм из1937) (1937)
- Пробни пилот (1938)
- Чаробњак из Оза (1939)
- Прохујало са вихором (1939)
- Др Џекил и господин Хајд (1941)
- Тортиља Флат (1942)
- Тип по имену Џо (1943)
- Авантура (филм) (1945)
- Јованка Орлеанка (филм) (1948) (завршни филм)